# 秦淑妃 (明穆宗)
端順淑妃，亦稱作秦淑妃，名失考。正五品錦衣衛帶俸正千戶秦奉之女，明朝明穆宗隆慶帝朱載坖之妃，皇七女棲霞公主朱堯㜢之生母。

## 生平
秦氏的出生及入宮時間均待考。隆慶四年（1570年）二月二十六日，隆慶帝派遣公朱希忠、侯吳繼爵、駙馬都尉許從誠、伯杜繼宗、李銘、陳景行持節，大學士李春芳、高拱、陳以勤、張居正、趙貞吉、尚書殷士儋捧冊，封魏氏為英妃，秦氏為淑妃，李氏為德妃，劉氏為莊妃，董氏為端妃，馬氏為惠妃。同年二月二十九日，隆慶帝諭兵部：「新封六妃父魏㫤、秦奉、李柰、劉賢、董雄、馬龯，俱授錦衣衞正千戶」。隆慶五年（1571年）七月初二日，秦淑妃生皇七女棲霞公主朱堯㜢。隆慶六年五月二十六日，隆慶帝駕崩，同年九月二十八日，皇七女夭折，萬曆帝於次日追封隆慶帝第七女為棲霞公主。
秦淑妃的去世時間尚待考證。天啟元年（1621年）正月初二日，穆廟奇妃葉氏薨逝，天啟帝命其喪禮依照淑妃秦氏之例辦理，而《明諡記彙編》亦曰：「端順……穆廟淑妃秦氏，萬曆」，可以肯定她在萬曆年間去世，並賜謚曰端順淑妃。
另外，成書於萬曆二十年的《宛署雜記》稱：「今上榮惠宜妃楊氏、端靜淑妃秦氏、端靜榮妃王氏……葬金山」、「小祭七十六處……端靖淑妃秦氏……各壹兩肆錢」，崇禎年間官修《太常續考》則曰：「定陵九妃、六嬪：恭順榮莊端靖皇貴妃李氏、靖惠順妃李氏、恭恪榮和靖皇貴妃鄭氏，俱葬昌平州銀錢山。溫靜順妃常氏、莊靖德妃許氏、端靖淑妃秦氏、端靜榮妃王氏……俱葬金山」。此二書雖誤記秦淑妃是萬曆帝之妃，但能以此推斷她在萬曆二十年（1592年）已經去世。除此之外，有學者指出明神宗位下的榮妃王氏已有諡號「端靜」，故秦淑妃之諡號不應與之重複，因《宛署雜記》及《太常續考》記端靜榮妃王氏在秦淑妃之後，抄錄者有可能是將「端順淑妃」誤書為「端靜淑妃」。

## 備註
1. ↑   談遷撰《國榷•天儷》誤書為「淑妃李氏」，所載姓氏有誤[1]。